# 有澤孝紀
有澤 孝紀（ありさわ たかのり、1951年4月2日 - 2005年11月26日）は、東京都出身で、多くのアニメ作品のBGMやCM音楽を手掛けた日本の作曲家、編曲家。妻は歌手の有澤圭子。有沢 孝紀と表記されることもあった。

## 来歴
1975年頃から前田憲男に師事。洗足学園大学音楽学部卒業後、1980年、コーラスグループ「SOAP」としてレコードデビュー。代表曲に「コカコーラ」（1980〜81年）やJAL30周年キャンペーンソング「愛のTAKE OFF」（1981年）等。「SOAP」解散後は、作曲家として活躍。「美少女戦士セーラームーン」のBGMで1998年、2000年、2001年のJASRAC賞国際賞を受賞した。 
2005年11月26日、膀胱癌のため54歳で死去。

## 人物
- 趣味・特技はピアノ、卓球、チェス、ドライブ、オートバイ。
- 視力が悪く、プライベートではほぼ必ず眼鏡をかけていた。
- たばこを吸っていた時期もあったが、40歳の頃に禁煙している。
- 自動車のメカニズムにも精通していた。

## 主な作品

### アニメ
- ビックリマン
- スーパービックリマン
- きんぎょ注意報!
- ガタピシ
- キキとララのヘンゼルとグレーテル
- 美少女戦士セーラームーンシリーズ
- デジモンシリーズ（デジモンアドベンチャー - デジモンフロンティアの四部作）
- 夢のクレヨン王国
- Dr.リンにきいてみて!
- テイルズ オブ エターニア(アニメ版)
- どんどんドメルとロン
- 銀河お嬢様伝説ユナ
- 少年Hが見た戦争

### CM曲
- いすゞ・ジェミニ（いすゞ自動車）
- 東京ディズニーランド

### その他
- 王様のブランチ（TBS）
- ひらけ!ポンキッキ（「このみちどんどん」、「今日も1センチ」などを作曲。コロムビア版カバー曲も多数編曲）
- セサミストリート(日本版)
- なんてったって好奇心
- 英語であそぼ（「We are all special」（第3シリーズ挿入歌）を作曲）
- フルーツサンデー
- 燃えろ!!ロボコン
- 日立 世界・ふしぎ発見!

### 編曲作品 (ゲーム)
- 君がそばにいるから（ゆめりあ主題歌、作詞・作曲：大津美紀、歌：有島モユ）

### 編曲作品 (童謡)
- 大きな栗の木の下で（歌：林幸生、鹿島かんな、森の木児童合唱団）
- おんまはみんな（歌：森の木児童合唱団）
- 汽車ポッポ（歌：山野さと子）
- 手をつなごう（歌：鳥海佑貴子、森の木児童合唱団）
- 山の音楽家（歌：山野さと子）
- ねこふんじゃった（歌：山野さと子）
- かえるのうた（歌：橋本潮、森の木児童合唱団）
- 一年生になったら（歌：濱松清香、林幸生、森の木児童合唱団）
- せんせいとおともだち（歌：森の木児童合唱団）
- A・B・Cのうた（歌：山野さと子、森の木児童合唱団）
- 手をたたきましょう（歌：山野さと子、森の木児童合唱団）
- 10人のインディアン（歌：鳥海佑貴子、森の木児童合唱団）
- とけいのうた（歌：野田恵里子、濱松清香、森の木児童合唱団）
- 大きな古時計（歌：仁科竹人）
- マーチング・マーチ（歌：橋本潮、森の木児童合唱団）
- 線路は続くよどこまでも（歌：森の木児童合唱団）

その他